# Ričard Tekvin Vilijams
Ričard Tekvin Vilijams FRS (20. februar 1909 – 29. decembar 1979) bio je velški biohemičar koji je zasnovao sistematsko proučavanje ksenobiotičkog metabolizma sa objavljivanjem svoje knjige Detoksikacioni mehanizmi 1947. godine. Ova seminalna knjiga je bazirana na njegovom ranijem radu na ulozi glukuronske kiseline u metabolizmu borneola.
On je rođen u Abertileriju, Vels 1909. i školovao se u Dželi Krug osnovnoj školi i srednjoj školi u Abertileriju. Zatim je pohađao Univerzitetski koledž u Kadifu, gde je studirao hemiju i fiziologiju, i diplomiao je 1928. Godine 1931, on je objavio strukturu glukuronske kiseline u vodećem naučnom časopisu, Nature.
Godine 1949. on je postao šef departmana za biohemiju u Sent Meri bolničkoj medicinskoj školi u Londonu gde je tokom 1950-tih radio na metabolizmu talidomida.

## Bibliografija
- Williams, R.T., "Detoxication Mechanisms, J.Wiley & Sons, New York, N.Y. (1947)

## Spoljašnje veze
- History of Xenobiotic Metabolism: R.T.Williams:The Founding of the Field International Society for the Study of Xenobiotics
- Article on R.T.Williams